# Estigmene liparidoides
Estigmene liparidoides là một loài bướm đêm thuộc phân họ Arctiinae, họ Erebidae.